# هارفي لونغ
هارفي لونغ (بالإنجليزية: Harvey Long)‏ هو لاعب كرة قدم أمريكية أمريكي، ولد في 11 سبتمبر 1906، وتوفي في 8 أكتوبر 1952.